# Die Bergretter/Staffel 3
Die dritte Staffel der Fernsehserie Die Bergretter des ZDF und ORF umfasst fünf 90-minütige Episoden. Die Staffelpremiere der deutsch-österreichischen Koproduktion war am Donnerstag, dem 12. Jänner 2012 im ZDF. Das Staffelfinale wurde am 9. Februar gesendet. In Österreich erschien die Staffel bei ORF 2. Gedreht wurden die Folgen vom 7. Juni bis zum 18. Oktober 2011 in Ramsau am Dachstein, im Dachsteingebirge und Umgebung.

## Episodenliste
| Nr. (ges.) | Nr. (St.) | Erstausstrahlung | Titel                       | Regie                            | Kamera            | Drehbuch                 | Musik                                     | Schnitt                                 |
| --- | --------- | ---------------- | --------------------------- | -------------------------------- | ----------------- | ------------------------ | ----------------------------------------- | --------------------------------------- |
| 17 | 1         | 12. Jänner 2012  | Goldrausch                  | Felix Herzogenrath, Roland Leyer | Heinz Wehsling    | Wolf Jakoby, Jens Köster | Eike Hosenfeld, Moritz Denis, Tim Stanzel | Uli Schön                               |
| Gastdarsteller: Janna Striebeck als Annie Sterzinger, Diana Staehly als Sophie Zeidler, Florian Fitz als Benno Sterzinger, Hanno Pöschl als Alois Blaschek, Roland Seereiner als Bergsteiger, Mona Schramke als Monika Huber, Daniel Keberle als Paul Zeidler                                                                                        |           |                  |                             |                                  |                   |                          |                                           |                                         |
| 18 | 2         | 19. Jänner 2012  | Sicht gleich Null           | Axel Barth, Roland Leyer         | Michael Boxrucker | Jens Köster              | Eike Hosenfeld, Moritz Denis, Tim Stanzel | Uli Schön                               |
| Gastdarsteller: Henriette Confurius als Paula Gastein, Katja Weitzenböck als Johanna Gastein, Laura Tonke als Bettina Diemel, Ludwig Dornauer als Hüttenwirt der Bachlalm, Gabriele Dossi als Gudrun Thomas, Herman van Ulzen als Martin Thomas, Martin Wangler als Carsten Gastein                                                                  |           |                  |                             |                                  |                   |                          |                                           |                                         |
| 19 | 3         | 26. Jänner 2012  | Steinschlag                 | Axel Barth, Roland Leyer         | Michael Boxrucker | Timo Berndt              | Eike Hosenfeld, Moritz Denis, Tim Stanzel | Uli Schön                               |
| Gastdarsteller: Matthias Bundschuh als Peter Zembrich, Andreas Nickl als Thomas Wieser, Jo Kern als Lehrerin, Melina Mitternöckler als Marie Wieser, Andreas Borcherding als Bergführer, Simon Hatzl als Hans Frahm, Heike Koslowski als Ulrike Wieser, Sinikka Schubert als Bankerin, Konrad Hochgruber, Gerhard Kasal, Josef Katsch, Erhard Plosky |           |                  |                             |                                  |                   |                          |                                           |                                         |
| 20 | 4         | 02. Februar 2012 | Die Hoffnung stirbt zuletzt | Felix Herzogenrath, Roland Leyer | Heinz Wehsling    | Timo Berndt              | Eike Hosenfeld, Moritz Denis, Tim Stanzel | Uli Schön, Peter Kirschbaum             |
| Gastdarsteller: Florian Panzner als Joss Kraus, Marian Meder als Dirk, Dominik Mariacher als Ben, Joseph Lorenz als Pfarrer |           |                  |                             |                                  |                   |                          |                                           |                                         |
| 21 | 5         | 09. Februar 2012 | Mit dem Rücken zur Wand     | Felix Herzogenrath, Roland Leyer | Heinz Wehsling    | Jens Maria Merz          | Eike Hosenfeld, Moritz Denis, Tim Stanzel | Uschi Born, Uli Schön, Peter Kirschbaum |
| Gastdarsteller: Sonsee Neu als Susanne Tiefenseer, Wolfgang Hübsch als Josef Tiefenseer, Denis Petkovic als Christian Tiefenseer, Gerhard Liebmann, Julia Dietze als Miriam, Anton Rattinger, Mona Schramke als Monika Huber, Patrick von Blume als Robert                                                                                           |           |                  |                             |                                  |                   |                          |                                           |                                         |

## DVD-Veröffentlichung
Die zweiteilige DVD mit den fünf Episoden der dritten Staffel erschien am 6. September 2013 bei Universum Film und hat eine Spieldauer von 444 Minuten.